# Moodring
Moodring (englisch Stimmungsring) ist eine US-amerikanische Rock-Band aus Orlando, Florida.

## Geschichte
Die Band wurde Ende 2020 gegründet und besteht aus dem Sänger und Gitarristen Hunter Young, dem Gitarristen Sean Dolich, dem Bassisten Kalan Blehm und dem Schlagzeuger Lindy Harter. Die Musiker sind neben Moodring noch in Bands wie Attila, Culture Killer oder Graveview aktiv. Am 5. März 2021 veröffentlichte die Band im Selbstverlag die EP Showmetherealyou. Im August 2021 wurden Moodring vom australischen Musiklabel UNFD unter Vertrag genommen, das die EP am 6. August 2021 neu veröffentlichte. Anschließend nahm die Band im Heimstudio von Sänger Hunter Young ihr Debütalbum Stargazer auf. Hierbei wurden die Musiker vom Produzenten Austin Coupe unterstützt. Stargazer erschien am 10. Juni 2022.

## Stil
Sänger Hunter Young wuchs mit den Alternative-Bands der 1990er Jahre auf und beschrieb die Musik seiner Band als Mix aus Alternative Rock, Shoegaze, Grunge und Nu Metal. Die Identität der Band wäre allerdings „genrewechselnd“. Rachel Roberts vom britischen Magazin Kerrang! empfahl das Debütalbum Stargazer Fans von Deftones, Loathe und Palm Reader.

## Diskografie
Studioalben
- 2022: Stargazer (UNFD)

EPs
- 2022: Showmetherealyou

Musikvideos
- 2021: Show Me the Real You
- 2021: Gasoline
- 2021: Empty Me Out
- 2022: Disintegrate
- 2022: Constrict
- 2022: Sync.wav
- 2022: N.I.K.E